# Laura Linney
Laura Legget Linney (New York, 5 febbraio 1964) è un'attrice statunitense.
Ha ottenuto due candidature al Premio Oscar alla migliore attrice per Conta su di me (2000) e La famiglia Savage (2007), e una candidatura all'Oscar alla miglior attrice non protagonista per Kinsey (2004). È stata candidata cinque volte al Tony Award per miglior attrice protagonista in un'opera teatrale. Vince il suo primo e secondo Premio Emmy per Wild Iris (2001) e Frasier (2003-04). Per la sua performance nella miniserie televisiva John Adams (2008) si aggiudica un Golden Globe, uno Screen Actors Guild Award e il suo terzo Emmy come migliore attrice.
Dal 2010 al 2013, recita nella serie televisiva The Big C, che le vale il suo quarto Emmy e il suo secondo Golden Globe. Nel 2017 è la protagonista femminile della serie televisiva Netflix Ozark, per la quale è stata candidata tre volte allo Screen Actors Guild Award alla miglior attrice in una serie drammatica e ha ottenuto la sua sesta e settima candidatura agli Emmy.
Tra gli altri suoi film si segnalano L'olio di Lorenzo (1992), Schegge di paura (1996), The Truman Show (1998), The Life of David Gale (2003), Mystic River (2003), Love Actually (2003) e Il calamaro e la balena (2005).

## Biografia
Nasce a New York, figlia unica del drammaturgo Romulus Linney e dell'infermiera Ann Leggett; i suoi genitori divorziano quando lei ha 2 anni. Dopo essersi diplomata alla Northfield Mount Hermon School nel 1982 studia alla Northwestern University prima di trasferirsi alla Brown University, dove si laurea con onore nel 1986. Studia anche alla Juilliard School.
La Linney appare in molti ruoli minori a partire dagli anni novanta, come in Dave - Presidente per un giorno (1993), per poi lavorare nella miniserie televisiva Tales of the City, per continuare nel cinema con Congo (1995), Schegge di paura (1996) e Potere assoluto (1997). Nel 2000 ottiene la candidatura come migliore attrice agli Oscar per Conta su di me. Tra il 1998 e il 2003 appare in ruoli più importanti in film come The Truman Show (1998), Mystic River (2003) e Love Actually - L'amore davvero (2003). La sua performance in Kinsey le vale un'altra candidatura agli Oscar, mentre nel 2005 recita in The Exorcism of Emily Rose, horror tratto da una storia vera, e ottiene la sua terza candidatura ai Golden Globe come migliore attrice per Il calamaro e la balena.
Nel 2006 appare nel film satirico-politico L'uomo dell'anno con Robin Williams, nel thriller Breach - L'infiltrato e Il diario di una tata. Nel 2008 ottiene la sua terza candidatura all'Oscar per il film La famiglia Savage di Tamara Jenkins. Alcuni tra i suoi lavori televisivi comprendono Tales of the City books, Wild Iris, per cui riceve il suo primo Emmy, Frasier per cui vince il secondo e John Adams, suo terzo Emmy e primo Golden Globe vinto. I suoi lavori a Broadway includono Hedda Gabler, Holiday, per cui ottiene la candidatura ai Tony Awards, The Crucible e Sight Unseen. Nel gennaio 2011 vince il suo secondo Golden Globe per la serie televisiva The Big C.

### Vita privata
Dal 1995 al 2000 è stata sposata con l'attore David Adkins. Nel 2009, dopo cinque anni di fidanzamento, ha sposato l'agente immobiliare Marc Schauer, da cui ha avuto un figlio.

## Filmografia

### Attrice

#### Cinema
- L'olio di Lorenzo (Lorenzo's Oil), regia di George Miller (1992)
- Dave - Presidente per un giorno (Dave), regia di Ivan Reitman (1993)
- In cerca di Bobby Fischer (Searching for Bobby Fischer), regia di Steven Zaillian (1993)
- Uno strano scherzo del destino (A Simple Twist of Fate), regia di Gillies MacKinnon (1994)
- Congo, regia di Frank Marshall (1995)
- Schegge di paura (Primal Fear), regia di Gregory Hoblit (1996)
- Potere assoluto (Absolute Power), regia di Clint Eastwood (1997)
- The Truman Show, regia di Peter Weir (1998)
- Lush, regia di Mark Gibson (1999)
- Conta su di me (You Can Count on Me), regia di Kenneth Lonergan (2000)
- Maze, regia di Rob Morrow (2000)
- La casa della gioia (The House of Mirth), regia di Terence Davies (2000)
- The Mothman Prophecies - Voci dall'ombra (The Mothman Prophecies), regia di Mark Pellington (2002)
- The Life of David Gale, regia di Alan Parker (2003)
- Mystic River, regia di Clint Eastwood (2003)
- Love Actually - L'amore davvero (Love Actually), regia di Richard Curtis (2003)
- P.S. Ti amo (P.S.), regia di Dylan Kidd (2004)
- Kinsey, regia di Bill Condon (2004)
- Il calamaro e la balena (The Squid and the Whale), regia di Noah Baumbach (2005)
- The Exorcism of Emily Rose, regia di Scott Derrickson (2005)
- In viaggio con Evie (Driving Lessons), regia di Jeremy Brock (2005)
- Jindabyne, regia di Ray Lawrence (2006)
- L'amore giovane (The Hottest State), regia di Ethan Hawke (2006)
- L'uomo dell'anno (Man of the Year), regia di Barry Levinson (2006)
- La famiglia Savage (The Savages), regia di Tamara Jenkins (2007)
- Breach - L'infiltrato (Breach), regia di Billy Ray (2007)
- Il diario di una tata (The Nanny Diaries), regia di Shari Springer Berman e Robert Pulcini (2007)
- L'ombra del sospetto (The Other Man), regia di Richard Eyre (2008)
- Quella sera dorata (The City of Your Final Destination), regia di James Ivory (2009)
- Sympathy for Delicious, regia di Mark Ruffalo (2010)
- Morning, regia di Leland Orser (2010)
- The Details, regia di Jacob Aaron Estes (2011)
- A Royal Weekend (Hyde Park on Hudson), regia di Roger Michell (2012)
- Il quinto potere (The Fifth Estate), regia di Bill Condon (2013)
- Mr. Holmes - Il mistero del caso irrisolto (Mr. Holmes), regia di Bill Condon (2015)
- Tartarughe Ninja - Fuori dall'ombra (Teenage Mutant Ninja Turtles: Out of the Shadows), regia di Dave Green (2016)
- Genius, regia di Michael Grandage (2016)
- Animali notturni (Nocturnal Animals), regia di Tom Ford (2016)
- Sully, regia di Clint Eastwood (2016)
- The Dinner, regia di Oren Moverman (2017)
- The Untold Tales of Armistead Maupin, regia di Jennifer M. Kroot (2017)
- Falling - Storia di un padre (Failing), regia di Viggo Mortensen (2020)
- The Roads Not Taken, regia di Sally Potter (2020)
- The Miracle Club, regia di Thaddeus O'Sullivan (2023)
- Wildcat, regia di Ethan Hawke (2023)
- Suncoast, regia di Laura Chinn (2024)

#### Televisione
- Tales of the City – miniserie TV (1993)
- Law & Order - I due volti della giustizia (Law & Order) – serie TV, episodio 5x03 (1994)
- More Tales of the City, regia di Pierre Gang – miniserie TV (1998)
- Love Letters, regia di Stanley Donen – film TV (1999)
- Tutte le donne del presidente (Running Mates) – film TV (2000)
- Wild Iris, regia di Daniel Petrie – film TV (2001)
- Further Tales of the City, regia di Pierre Gang – miniserie TV (2001)
- The Laramie Project, regia di Moisés Kaufman – film TV (2002)
- Frasier – serie TV, 6 episodi (2004)
- John Adams – miniserie TV (2008)
- The Big C – serie TV, 40 episodi (2010-2013)
- Ozark – serie TV (2017-2022)
- Tales of the City – miniserie TV (2019)

### Doppiatrice
- Il figlio di Babbo Natale (Arthur Christmas), regia di Sarah Smith (2011)
- BoJack Horseman (cameo, ep. 05x02)
- Il coronavirus in poche parole (Coronavirus, Explained) – documentario (2020)

## Teatro
- Sei gradi di separazione di John Guare, regia di Jerry Zaks. Vivian Beaumont Theatre di Broadway (1990)
- Sight Unseen di Donald Margulies, regia di Michael Bloom. Orpheon Theatre dell'Off Broadway (1992)
- Il gabbiano di Anton Čechov, regia di Marshall W. Mason. Lyceum Theatre di Broadway (1992)
- Hedda Gabler di Henrik Ibsen, regia di Sarah Pia Anderson. Criterion Center Stage Right di Broadway (1994)
- Holiday di Philip Barry, regia di David Warren. Circle in the Square Theatre di Broadway (1995)
- Honour di Joanna Murray-Smith, regia di Gerald Gutierrez. Belasco Theatre di Broadway (1998)
- Zio Vanja di Anton Čechov, regia di Michael Mayer. Brooks Atkinson Theatre di Broadway (2000)
- Il crogiuolo di Arthur Miller, regia di Richard Eyre. Virginia Theatre di Broadway (2002)
- Sight Unseen di Donald Margulies, regia di Daniel Sullivan. Biltomore Theatre di Broadway (2004)
- Les Liaisons Dangereuses di Christopher Hampton, regia di Rufus Norris. American Airlines Theatre di Broadway (2008)
- Time Stands Still di Donald Margulies, regia di Daniel Sullivan. Samuel J. Friedman Theatre di Broadway (2010)
- Le piccole volpi di Lillian Hellman, regia di Daniel Sullivan. Samuel J. Friedman Theatre di Broadway (2017)
- My Name is Lucy Burton di Rona Munro, regia di Richard Eyre. Bridge Theatre di Londra (2018 e 2019)
- My Name is Lucy Burton di Rona Munro, regia di Richard Eyre. Samuel J. Friedman Theatre di Broadway (2020)
- Summer, 1976 di David Auburn, regia di Daniel Sullivan. Samuel J. Friedman Theatre di Broadway (2023)

## Riconoscimenti
- Premio Oscar
  - 2001 – Candidatura per la miglior attrice protagonista per Conta su di me
  - 2005 – Candidatura per la miglior attrice non protagonista per Kinsey
  - 2008 – Candidatura per la miglior attrice protagonista per La famiglia Savage

- Golden Globe
  - 2001 – Candidatura per la migliore attrice in un film drammatico per Conta su di me
  - 2005 – Candidatura per la migliore attrice non protagonista per Kinsey
  - 2006 – Candidatura per la migliore attrice in un film commedia o musicale per Il calamaro e la balena
  - 2009 – Migliore attrice in una mini-serie o film per la televisione per John Adams
  - 2011 – Migliore attrice in una serie commedia o musicale per The Big C
  - 2012 – Candidatura per la migliore attrice in una serie commedia o musicale per The Big C
  - 2021 – Candidatura per la miglior attrice in una serie drammatica per Ozark
  - 2023 – Candidatura per la miglior attrice in una serie drammatica per Ozark

- BAFTA
  - 2004 – Candidatura miglior attrice non protagonista per Mystic River

- Premio Emmy
  - 2002 – Migliore attrice in una miniserie o film per la televisione per Wild Iris
  - 2004 – Migliore attrice ospite in una serie comica o commedia per Frasier
  - 2008 – Migliore attrice in una miniserie o film per la televisione per John Adams
  - 2011 – Candidatura per la miglior attrice in una serie tv commedia per The Big C
  - 2013 – Miglior attrice in una miniserie o film TV per The Big C
  - 2019 – Candidatura per la miglior attrice protagonista in una serie drammatica per Ozark
  - 2020 – Candidatura per la miglior attrice protagonista in una serie drammatica per Ozark

- Screen Actors Guild Award
  - 2001 – Candidatura per la miglior attrice cinematografica per Conta su di me
  - 2004 – Candidatura per il miglior cast cinematografico per Mystic River
  - 2005 – Candidatura per la miglior attrice non protagonista cinematografica per Kinsey
  - 2009 – Miglior attrice in una mini-serie o film per la televisione per John Adams
  - 2018 – Candidatura per la miglior attrice in una serie drammatica per Ozark
  - 2019 – Candidatura per la miglior attrice in una serie drammatica per Ozark
  - 2019 – Candidatura per il miglior cast in una serie drammatica per Ozark
  - 2021 – Candidatura per la miglior attrice in una serie drammatica per Ozark
  - 2021 – Candidatura per il miglior cast in una serie drammatica per Ozark

- Tony Award
  - 2002 – Candidatura per la miglior attrice protagonista in un'opera teatrale per Il crogiuolo
  - 2005 – Candidatura per la miglior attrice protagonista in un'opera teatrale per Sight Unseen
  - 2010 – Candidatura per la miglior attrice protagonista in un'opera teatrale per Time Stands Still
  - 2017 – Candidatura per la miglior attrice non protagonista in un'opera teatrale per Le piccole volpi
  - 2020 – Candidatura per la miglior attrice protagonista in un'opera teatrale per Mi chiamo Lucy Barton

## Doppiatrici italiane
Nelle versioni in italiano delle opere in cui ha recitato, Laura Linney è stata doppiata da:
- Alessandra Korompay in Quella sera dorata, The Big C, Mr. Holmes - Il mistero del caso irrisolto, Tartarughe Ninja - Fuori dall'ombra, Genius, Sully, The Dinner, Ozark, The Miracle Club
- Roberta Greganti in Kinsey, The Exorcism of Emily Rose, L'amore giovane, L'uomo dell'anno, John Adams, A Royal Weekend, Il quinto potere, Animali notturni
- Claudia Catani in Potere assoluto, The Mothman Prophecies - Voci dall'ombra, Tales of the City, Falling - Storia di un padre
- Francesca Guadagno in The Truman Show, The Life of David Gale, Il diario di una tata
- Alessandra Cassioli in Congo, Schegge di paura
- Anna Cesareni in Mystic River, La famiglia Savage
- Claudia Razzi in Love Actually - L'amore davvero, In viaggio con Evie
- Antonella Rendina in Uno strano scherzo del destino
- Ilaria Stagni in Law & Order - I due volti della giustizia
- Micaela Esdra in Love Letters
- Rosalba Caramoni in Conta su di me
- Emanuela Rossi in La casa della gioia
- Chiara Colizzi in P.S. Ti amo
- Loredana Nicosia in Il calamaro e la balena
- Roberta Pellini in Breach - L'infiltrato
- Antonella Rinaldi in L'ombra del sospetto

Da doppiatrice è sostituita da:
- Roberta Pellini in BoJack Horseman
- Alessandra Korompay ne Il coronavirus in poche parole
- Roberta Greganti in Il figlio di Babbo Natale